# Куаттріно

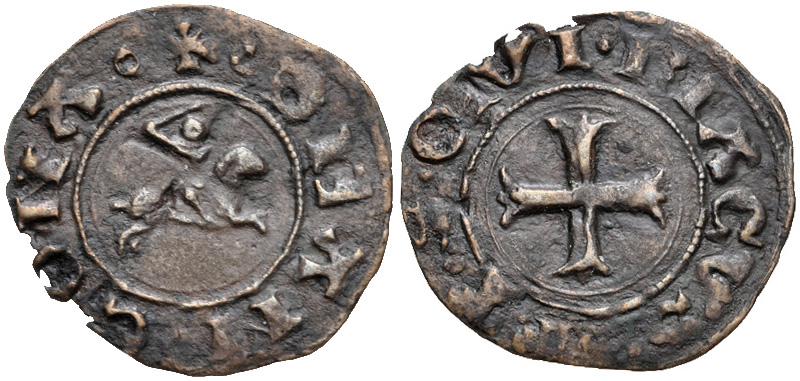
Куаттріно, Анкона

Куаттріно або кваттріно (італ. Quattrino) — дрібна італійська розмінна монета, що карбувалася зі срібла та міді з XIV по XIX століття.
Назва походить від італійського «quattro» — чотири, оскільки куаттріно дорівнював чотирьом денаріям.
Карбувалися майже на всіх монетних дворах середньовічної Італії, вони випускалися в Болоньї, Флоренції, Венеції, але найбільшого поширення набули у Папській державі.
Як і в багатьох срібних монет на той час, проба постійно знижувалася, зрештою за правління Климента VIII почав випускатися з міді. Курс до інших монет протягом усього випуску постійно змінювався. Наприкінці XVIII - початку XIX століття в Папській державі співвідношення було таким: 1 папський скудо = 5 папетто = 10 паолі = 20 гроссо = 100 байоккі = 500 куаттріно. У Тоскані: 1 флорин = 2,5 паоло = 20 грацій = 100 куаттріно; 1 сольдо = 3 куаттріно = 12 денаро.